# هيرفي كاغي
هيرفي كاغي (بالفرنسية: Hervé Kage)‏ (مواليد 10 إبريل 1989 في كينشاسا، زائير) هو لاعب كرة قدم كونغولي ديمقراطي بلجيكي يلعب حاليًا لصالح نادي جينك.

## مسيرته الكروية
لعب هيرفي كاغي خلال مسيرته الاحترافية مع 10 أندية في ثمانية عشر موسمًا وسجل خلالها 38 هدفًا ضمن 287 مباراة. ولم يفز بأي موسم بالكأس وفاز في موسم واحد بالدوري.
خاض هيرفي كاغي مسيرته مع نادي آر كي سي فالفيك في موسم 2006–07 لمدة موسم واحد، مشاركًا في مباراتين ولم يسجل أي هدف. ثم انتقل إلى نادي سانت خيلويزي في موسم 2007–08 لمدة موسم واحد، حيث شارك في 14 مباراة سجل خلالها هدفًا واحدًا. لينتقل بعدها إلى نادي رويال أندرلخت في موسم 2008–09 لمدة موسم واحد، لم يشارك في أي مباراة ولم يسجل أي هدف. ثم انتقل إلى نادي رويال شارلروا في موسم 2009–10 في المرة الأولى ولمدة موسمين ثم في موسم 2011–12 ولمدة موسمين، مشاركًا طوالها في 88 مباراة سجل خلالها 6 أهداف. هذا وانتقل لاحقًا إلى نادي بيتار القدس في موسم 2010–11 لمدة موسم واحد، مشاركًا في 6 مباريات ولم يسجل أي هدف. ثم انتقل بعدها إلى نادي غينت في موسم 2012–13 ولمدة موسمين، مشاركًا في 42 مباراة سجل خلالها 10 أهداف. ليعود وينتقل من جديد، لكن هذه المرة إلى نادي جينك في موسم 2014–15 لمدة موسم واحد، مشاركًا في 22 مباراة سجل خلالها 3 أهداف. لينتقل بعدها إلى نادي كورتريك في موسم 2015–16 في المرة الأولى واستمر معه طيلة ثلاثة مواسم ثم في موسم 2019–20 لمدة موسم واحد، مشاركًا طوالها في 79 مباراة سجل خلالها 15 هدفًا. ثم لعب في نادي كارديمير كارابوك سبور في موسم 2017–18 لمدة موسم واحد، مشاركًا في 13 مباراة ولم يسجل أي هدف. ليعود ويرتحل عنه إلى نادي أضنة دمير سبور في موسم 2018–19 لمدة موسم واحد، مشاركًا في 21 مباراة سجل خلالها 3 أهداف.

## روابط خارجية
- هيرفي كاغي على موقع الاتحاد البلجيكي (الإنجليزية)
- هيرفي كاغي على موقع اتحاد تركيا (لاعب) (الإنجليزية)
- هيرفي كاغي على موقع قاعدة بيانات كرة القدم.إي يو (الإنجليزية)
- هيرفي كاغي على موقع ناشيونال فوتبول تيمز (الإنجليزية)
- هيرفي كاغي على موقع Soccerway.com (الإنجليزية)
- إحصائيات اللاعب على موقع الاتحاد البلجيكي لكرة القدم